# Magdalena de Valois (1443-1495)
Magdalena de Valois (franceză Madeleine de Valois; n. 1 decembrie 1443 - 21 ianuarie 1495) a fost fiica regelui Carol al VII-lea al Franței și a soției acestuia, Maria de Anjou. Magdalena a acționat ca regentă pentru copii ei, Francisc I și Caterina I, care au devenit pe rând monarhi ai Navarei.

## Biografie
Magdalena a fost logodită cu Ladislau Postumul care însă a decedat la Praga, la 23 noiembrie 1457, la vârsta de 17 ani, în timp ce se pregătea pentru căsătorie. În secolul XX s-a dovedit că Ladislau a murit de leucemie, care nu era o boală cunoscută în acea perioadă.
S-a căsătorit cu Gaston, Prinț de Viana, fiu și moștenitor al lui Gaston al IV-lea de Foix și al Eleonorei de Navara, la Saint-Jean-d'Angély în 1461. Ei au avut doi copii:
- Francisc Phoebus (1466–1483), rege al Navarei
- Caterina (1470–1518), regină a Navarei, căsătorită în 1484 cu Ioan de Albret (1469–1516).

1. 1 2  Kindred Britain